# Giganta
Giganta est un personnage de fiction créé par William Moulton Marston et Harry G. Peter. Elle apparaît dans plusieurs œuvres liées à l'univers de DC Comics et est principalement connue comme une ennemie de Wonder Woman. Giganta est caractérisée par sa capacité, comme son nom l'indique, à devenir gigantesque ce qui lui confère une force surhumaine, et sa faculté donc à changer de taille à volonté.
Giganta est l'une des plus anciennes adversaires de Wonder Woman, ayant traversé les époques en apparaissant depuis l'âge d'or des comics, l'âge d'argent ainsi que l'âge de bronze. Dans l'âge d'or des comics, elle était connue sous le nom d'Olga. Au cours de l'âge d'argent, elle fut réinventée sous le nom de Doris Zuel, identité qu'elle garde dans l'âge de bronze, souvent associée à des équipes de super-vilains.

## Biographie fictive

### Olga
Olga, la première incarnation de Giganta, apparaît dans Wonder Woman #9 en 1944. Dans son histoire, Olga est une femme sauvage vivant dans une jungle isolée, loin de la civilisation. Un jour, elle est capturée par le sinistre Docteur Psycho, un ennemi de Wonder Woman. Psycho, cherchant à se venger de l'Amazone, effectue des expériences sur Olga, lui injectant un sérum qui la transforme en une gigantesque créature. Sous l'influence de Psycho, Olga devient Giganta, une ennemie redoutable de Wonder Woman, utilisant sa taille et sa force surhumaine pour semer la destruction.

### Doris Zuel
Doris Zuel, également connue sous le nom de Giganta, fait ses débuts dans Wonder Woman #163 en 1966. Avant de devenir Giganta, Doris est une scientifique brillante atteinte d'une maladie incurable. Dans un effort désespéré pour prolonger sa vie, Doris utilise ses connaissances pour effectuer des expériences sur elle-même. Grâce à une technologie révolutionnaire, elle transfère son esprit dans le corps d'une femme nommée Olga, qui possède une constitution physique exceptionnelle. Doris, désormais dans le corps d'Olga, découvre qu'elle a acquis la capacité de grandir à une taille gigantesque à volonté. Adoptant le nom de Giganta, elle devient une antagoniste redoutée de Wonder Woman, utilisant sa nouvelle force et sa taille pour affronter l'Amazone et semer le chaos. Giganta rejoint également plusieurs équipes de super-vilains, cherchant à réaliser ses propres ambitions et à défier Wonder Woman.

## Historique de publication
| Nom                      | 1re apparition           | Date de la 1re apparition | Créateurs                              |
| ------------------------ | ------------------------ | ------------------------- | -------------------------------------- |
| Olga                     | Wonder Woman #9          | 1944                      | William Moulton Marston et H. G. Peter |
| Doris Zuel               | Wonder Woman #163        | 1966                      | Robert Kanigher et Ross Andru          |
| Doris Zuel (Post-crisis) | Wonder Woman Vol. 2 #127 | novembre 1997             | John Byrne                             |

## Apparitions dans d'autres médias

### Télévision
- Dans l'épisode de la série télévisée Wonder Woman intitulé "Wonder Woman vs. Gargantua", une variation de Giganta appelée Gargantua apparaît, interprétée par Mickey Morton.
- Giganta est présente dans la série d'animation Super Friends en tant que membre de la Legion of Doom.
- Elle apparaît dans Legends of the Superheroes, jouée par Aleshia Brevard.
- Dans la série animée La Ligue des justiciers, elle est doublée par Jennifer Hale.

### Films d'animation
- Giganta fait une apparition dans Superman/Batman : Ennemis publics.
- Elle apparaît dans plusieurs films LEGO DC super heroes.
- Giganta est également présente dans Wonder Woman: Bloodlines en tant que membre de Villainy Inc.

### Jeux vidéo
- DC Universe Online
- DC Legends
- Lego Batman 3: Beyond Gotham